# Christoph Sauser
Christoph Sauser, född den 13 april 1976 i Bern, Schweiz, är en schweizisk tävlingscyklist som tog OS-brons i mountainbike vid olympiska sommarspelen 2000 i Sydney.